# Maciej Grzegorz Garnysz
Maciej Grzegorz Garnysz (Garnisz) herbu Poraj (ur. 13 marca 1740 roku – zm. 2 października 1790 w Warszawie) – biskup chełmski od 1781, sufragan kujawsko-pomorski, podkanclerzy koronny od 1786, kustosz kruszwicki, kanonik i dziekan włocławski, kanonik płocki, proboszcz w Inowrocławiu, członek Komisji Edukacji Narodowej w latach 1783–1790.

## Życiorys
Uczęszczał do szkół jezuickich w Warszawie. W latach 1760–1762 przebywał w seminarium księży misjonarzy w Warszawie. Kontynuował studia w Rzymie, gdzie w 1767 uzyskał doktorat prawa na uniwersytecie La Sapienza. Dzięki protekcji biskupa kujawskiego Antoniego Ostrowskiego został kanonikiem kujawskim i proboszczem w Inowrocławiu. W 1774 był deputatem kapituły kujawskiej na Trybunał Główny Koronny i został wybrany jego przewodniczącym. W 1776 mianowany biskupem tytularnym Larandy i biskupem pomocniczym kujawskim. W maju 1778 został referendarzem wielkim koronnym i zasiadł w sądach referendarskich. Jako stronnik Stanisława Augusta Poniatowskiego 10 grudnia 1781 dostał z jego rąk biskupstwo chełmskie. Pod naciskiem Rosjan 2 kwietnia 1782 potwierdził wyrok kapituły krakowskiej, która uznała biskupa krakowskiego Kajetana Sołtyka za niezdolnego do pełnienia swoich obowiązków z powodu obłędu. Na Sejmie w 1782 został konsyliarzem Rady Nieustającej, zasiadając do 1784 w jej Departamencie Skarbowym. Od 1783 był członkiem Komisji Edukacji Narodowej. Był członkiem konfederacji Sejmu Czteroletniego w 1788. Wybrany ex ministerio sędzią Sejmu Czteroletniego w 1788 roku.
Pochowany w kościele klasztornym Przemienienia Pańskiego w Warszawie.

## Ordery i odznaczenia
- Order Orła Białego
- Order Świętego Stanisława